# Ceranthia lichtwardtiana
Ceranthia lichtwardtiana là một loài ruồi trong họ Tachinidae.